# Boeing F/A-18E/F Super Hornet
Els Boeing F/A-18 Hornet E i F són variant d'un caça bombarder supersònic a reacció dissenyat per a operar com a avió embarcat des de portaavions. És una versió millorada del McDonnell Douglas F/A-18 Hornet.

## Especificacions (F/A-18E/F)

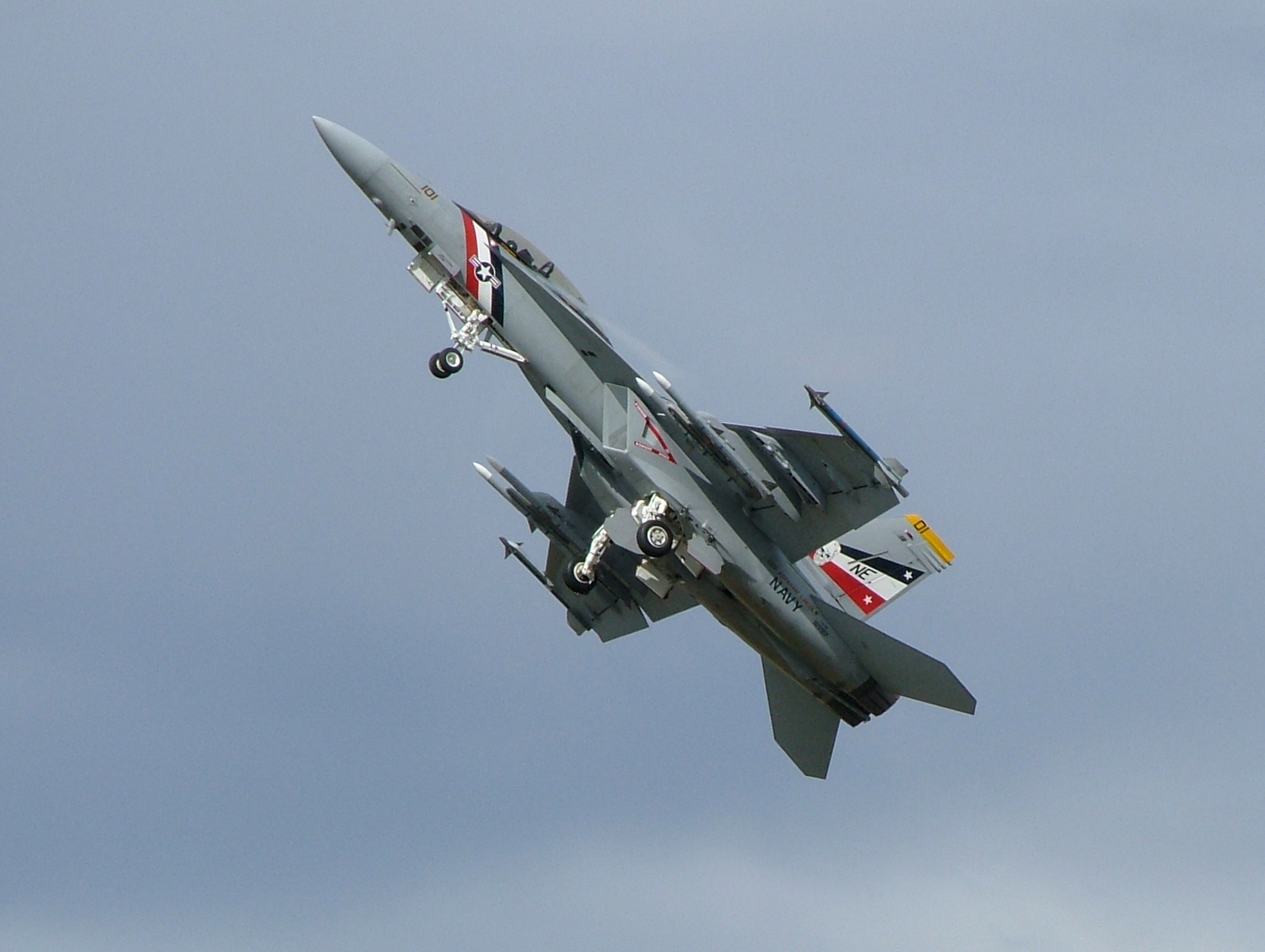
F/A-18F a festival aeri Royal International Air Tattoo del 2004.

Dades de U.S. Navy fact file, others
Característiques generals
- Tripulació: F/A-18E: 1 (pilot), F/A-18F: 2 (pilot i oficial de sistemes d'armament)
- Longitud: 18,31 m
- Envergadura: 13,62 m
- Alçada: 4,88 m
- Superfície de l'ala 46,5 m²
- Pes buit: 14.552 kg
- Pes carregat: 21.320 kg (en configuració de combat aire-aire)
- Pes màxim d'enlairament: 29.937 kg
- Motor: 2× turboventiladors General Electric F414-GE-400 
  - Impuls normal: 62,3 kN  cada un
  - Impuls amb postcremador: 97,9 kN cada un
- Capacitat de combustible intern: F/A-18E: 6.780 kg, F/A-18F: 6.354 kg

 Rendiment 
- Velocitat màxima: Mach 1,8 (1.915 km/h) at 40.000 peus (12.190 m)
- Abast: 2.346 km
- Radi de combat: 390 mn, 722 km  per a missions d'atac a superfície[4]
- Abast en trasllat: 1.800 mn, 3.330 km
- Sostre de servei: 15.000+ m
- Ràtio d'ascens: 228 m/s[5]
- Càrrega alar: 459 kg/m²
- Impuls/pes: 0,93 (1,1 carregat i amb 50% de combustible intern)

Armament

- Metralladores: 1× canó automàtic M61A2 Vulcan amb 412 cartutxos[6]
- Punts d'ancoratge: 11 en total amb una capacitat de 8.050 kg